# Makora mimica
Makora mimica är en spindelart som beskrevs av Forster och Wilton 1973. Makora mimica ingår i släktet Makora och familjen Amphinectidae. Inga underarter finns listade i Catalogue of Life.